# Lillian Elliott
Pour les articles homonymes, voir Elliott.
Lillian Elliott, née le 24 avril 1874 au Canada (lieu inconnu) et morte le 15 janvier 1959 à Los Angeles (quartier d'Hollywood, Californie), est une actrice canadienne.

## Biographie
Par ailleurs actrice de théâtre, Lillian Elliott s'installe aux États-Unis et y entame sa carrière au cinéma durant la période du muet, contribuant alors à dix-sept films américains (dont des courts métrages) sortis entre 1915 et 1927.
De cette première période, mentionnons Fraternité de King Vidor (1925, avec Eleanor Boardman et Harrison Ford), Partners Again d'Henry King (1926, avec Allan Forrest et Robert Schable) et le court métrage Le Chant du coucou de Clyde Bruckman (1927, avec Laurel et Hardy).
Après le passage au parlant, elle apparaît dans quarante-six autres films américains, les quatre premiers sortis en 1930, dont Liliom de Frank Borzage (avec Charles Farrell et Rose Hobart). Suivent notamment Polly of the Circus d'Alfred Santell (1932, avec Marion Davies et Clark Gable), Monsieur Bébé de Norman Taurog (1933, avec Maurice Chevalier et Helen Twelvetrees) et La Lumière verte de Frank Borzage (1937, avec Errol Flynn et Anita Louise). Son dernier film sort en 1943, après quoi elle se retire.
En 1900, Lillian Elliott épouse l'acteur américain James Corrigan (1867-1929), dont elle reste veuve jusqu'à son propre décès à Hollywood en 1959, à 84 ans. De leur union sont nés deux enfants, l'aîné étant Lloyd Corrigan (1900-1969), également acteur.

## Filmographie partielle

### Période du muet (1915-1927)
(CM = court métrage)
- 1915 : Help Wanted (en) d'Hobart Bosworth : Mme Meyers
- 1921 : Lavender and Old Lace de Lloyd Ingraham : Jane Hathaway
- 1921 : Too Much Married de Scott R. Dunlap : Mme Peter Gulp
- 1924 : The Chorus Lady de Ralph Ince : Mme Patrick O'Brien
- 1925 : Poupées de théâtre (Sally, Irene and Mary) d'Edmund Goulding : Mme O'Dare
- 1925 : Fraternité ou Capriciosa (Proud Flesh) de King Vidor : Mme Casey
- 1925 : Vieux Habits, Vieux Amis (Old Clothes) d'Edward F. Cline : la mère de Nathan
- 1926 : Plein la vue (The Family Upstairs) de John G. Blystone : Emma Heller
- 1926 : Partners Again d'Henry King : Rosie Potash
- 1926 : The City de Roy William Neill : Mme Elliott
- 1926 : Les Bateliers de la Volga (The Volga Boatman) de Cecil B. DeMille : la propriétaire
- 1927 : Should Second Husbands Come First? de Leo McCarey (CM) : la veuve
- 1927 : Les Conquêtes de Norah (Ankles Preferred) de John G. Blystone : Mme Goldberg
- 1927 : Le Chant du coucou (Call of the Cuckoo) de Clyde Bruckman (CM) : Mama Gimplewart
- 1927 : Don't Tell Everything de Leo McCarey (CM) : la veuve Finkelheimer

### Période du parlant (1930-1943)

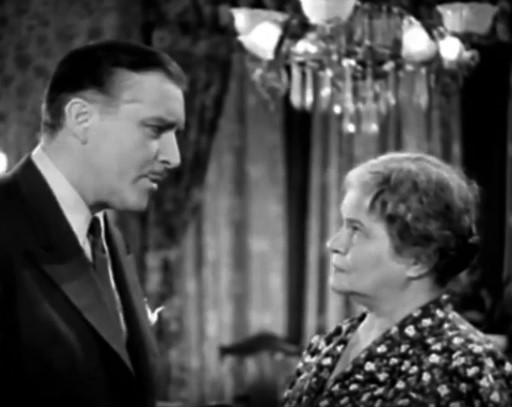
Avec John Boles, dans ' (1941)

- 1930 : La Chanson de mon cœur (Song o' My Heart) de Frank Borzage : une femme irlandaise
- 1930 : Her Wedding Night de Frank Tuttle : Mme Marshall
- 1930 : Liliom de Frank Borzage : Tante Hulda
- 1931 : The Single Sin de William Nigh : la cuisinière
- 1932 : L'Homme que j'ai tué (Broken Lullaby) de Ernst Lubitsch : Frau Bresslauer
- 1932 : Polly of the Circus d'Alfred Santell : Mme McNamara
- 1933 : Monsieur Bébé (A Bedtime Story) de Norman Taurog : l'épouse d'Aristide
- 1934 : Mrs. Wiggs of the Cabbage Patch de Norman Taurog : Mme Bagby
- 1935 : The Casino Murder Case de Edwin L. Marin : Mme Marting
- 1935 : Kidnapping (en) (Alias Mary Dow) de Kurt Neumann : la directrice de l'orphelinat
- 1937 : La Lumière verte (Green Light) de Frank Borzage : Mme Crandall
- 1938 : Chasseurs d'accidents (The Chaser) de Edwin L. Marin : la directrice de la prison
- 1939 : Boys' Reformatory (en) de Howard Bretherton : Mme O'Meara
- 1940 : Chasing Trouble (en) de Howard Bretherton : Mme O'Brien
- 1941 : Road to Happiness (en) de Phil Rosen : Mme Price
- 1943 : Gangway for Tomorrow (en) de John H. Auer : la mère de Burke